# Embalse de Campillo de Buitrago
El embalse de Campillo de Buitrago se encuentra localizado en Soria y Garray, pertenece a la cuenca hidrográfica del Duero, y represa las aguas del río Duero.
La presa fue construida en el año 1969 y es de gravedad, proyectada por J. Fernández Puente. El embalse tiene una superficie de 15 ha, y una capacidad de 2 hm³.